# Satledž
Satledž (pandžabsko: ਸਤਲੁਜ, hindujsko: सतलुज, sanskrt: शतद्रु (šatadru) urdujsko: درياۓ ستلج) je najdaljša izmed petih rek, ki tečejo skozi zgodovinska območja regije Pandžab v severni Indiji in Pakistanu. Teče severno od gorovja Vindhja, južno od Hindukuša, dela Himalaje in vzhodno od centralnega masiva Sulejmanovega gorovja v Pakistanu. Reka Satledž je znana tudi kot Satadree in včasih kot Rdeča reka. Je najvzhodnejši pritok reke Ind.
Voda reke Satledž se v Indiji razdeljuje  med Indijo in Pakistanom pod pogoji iz Pogodbe o vodah Inda, ki sta jo podpisali leta 1960 Indija in Pakistan, in se v večjem delu preusmerja v namakalne kanale v Indiji. Na reki Satledž so zgradili več večjih hidroelektrarn, med njimi elektrarno s 1000 MW na jezu Bhakra, 1000 MW hidroelektrarno Karčam Wangtoo in 1530 MW na jezu Nata Džakri. V nasprotju s trditvami države Pandžab v Indiji, je majhen del okrožja Pančkula v državi Harjana tudi del območja povodja reke Satledž.

## Zgodovina
Zgornja dolina reke Satledž je bila nekoč znana kot dolina Garuda, kjer je živela Džangdžung, starodavna civilizacija zahodnega Tibeta. Dolina Garuda je bila središče njihovega imperija, ki se je raztezal po bližnji Himalaji. Džangdžungi so zgradili visok palačo v Zgornji dolini Satledža, imenovano Kjunglung. Njene ruševine ležijo v bližini vasi Moincêr, jugozahodno od gore Kailaš. Verjetno si je DŽangdžung podredil tibetanski imperij.
Meje Velikega Nepala so se razširile proti zahodu do tedanje reke Satledž, dokler ni leta 1809 kralj Kangra odbil vojsko kraljevine Gurka proti vzhodu s pomočjo sikhovskega maharadže Randžit Singha.
Danes v dolini reke Satledž živijo nomadski potomci Džangdžungov, ki se preživljajo z rejo jakov.
Reka Satledž je bila glavna transportna pot za kralje tistega časa. V začetku 18. stoletja so jo uporabljali za prevoz devdar (Polyalthia longifolia) lesa za okrožje Bilaspur, okrožje Hamirpur in druga mesta vzdolž obrežja reke Satledž.

## Opis
Izvir reke Satledž je jezero Rakšastal na Tibetu. Od tam, pod tibetanskim imenom Langqên Zangbo ('Slonova reka') teče najprej v smeri zahod-severozahod približno 260 kilometrov, do prelaza Šipki La, kjer vstopa v Indijo, v državo Himačal Pradeš. Nato pa nekoliko zavije, sledi zahodno-jugozahodno smer približno 360 kilometrov, kjer se vanjo izliva reka Beas v bližini Makhuja, okrožje Firozpur v indijski zvezni državi Pandžab.
V nadaljevanju proti zahodu-jugozahodu, Satledž vstopi v Pakistan približno 15 kilometrov vzhodno od Bhedian Kalana v okraju Kasur v pakistanski provinci Pandžab in nadaljuje jugozahodno skozi starodavno in zgodovinsko nekdanjo kneževino Bahavalpur.
Približno 17 kilometrov severno od Uč Šarifa (Uč - urdujščina: اوچ شریف) (grščina Alexandria En Indo Potamo - je bilo pomembno zgodovinsko mesto, ki ga je ustanovil Aleksander Veliki) se reka Satledž združi z reko Čenab oziroma skupaj tvorita reko Pandžnad, ki se končno izliva v reko Ind približno 100 kilometrov zahodno od mesta Bahavalpur. Območje na jugovzhodu se na pakistanski strani indijske meje imenuje puščava Čolistan, na indijski strani pa puščava Thar.

## Geologija
Nekateri geologi menijo, da je reka Satledž skupaj z vsemi rekami Pandžaba pred 5 milijoni let tekla proti vzhodu v Ganges.
Obstajajo tehtni geološki dokazi, ki kažejo, da je pred letom 1700 pred našim štetjem in morda še prej reka Satledž bila pomemben pritok reke Ghaggar-Hakra (morda legendarna reka Sarasvati) in ne pritok Inda. Nekateri avtorji menijo, da je to bilo med leti 2500 do 2000 pred našim štetjem  ali pa med 5000 do 3000 pred našim štetjem  ali celo pred 8000 pred našim štetjem. Geologi menijo, da je tektonska dejavnost ustvarila spremembe v nadmorski višini, kar je preusmerilo tok reke Satledž od jugovzhoda proti jugozahodu. Če je do preusmeritve reke prišlo pred kratkim (pred približno 4000 leti), je lahko to bil razlog za sušenje Ghaggar-Hakra (Sarasvati), kar je povzročilo širjenje puščave Čolistan in vzhodnega dela sodobne države Sind in opuščanje harapanskih naselij vzdolž Ghagarja. Morda pa se je reka Satledž preusmerila v Ind že tisoče let prej.
Obstaja nekaj dokazov, da je za močno erozijo, ki jo povzroča današnja reka Satledž, krivo lokalno gubanje in hitro odkopavanje kamenja nad Rampurjem. To bi bilo podobno, vendar v veliko manjšem obsegu, kot izkop kamnin, ki jih je naredila reka Ind v Nanga Parbatu, Pakistan. 

## Kanal Satledž-Jamuna
Obstaja predlog za izgradnjo 214-kilometrskega prekopa za tovorni promet, znan kot Sutlej-Jamuna Link (SYL), ki bi v Indiji povezal reki Satledž in Jamuna. Projekt je namenjen za povezavo Gangesa, ki teče do vzhodne obale podceline, s točkami na zahodu prek Pakistana. Ko bo končan, bo SYL omogočal plovbo po celinskih vodah iz indijske vzhodne obale na zahodno obalo v Arabskem morju, ne da bi zaobšel skrajni južni del Indije po morju, kar bi močno skrajšalo prevozne razdalje, zmanjšalo pritisk na morska pristanišča, izognilo nevarnostim na morju, in ustvarilo poslovne priložnosti ob poti. Vendar pa je predlog naletel na težave in je bil predan Vrhovnemu sodišču Indije.

## Galerija
- Dolina reke Satledž pri Rampurju, okoli leta 1857
- Uporaba živalske kože za prečkanje reke Satledž okoli leta 1905
- Reka Satledž v dolini Kinnaur, Himačal Pradeš, Indija
- Govedo na bregovih reke Satledž pri Rupnagarju, Pandžab, Indija